# Zellengefängnis Nürnberg

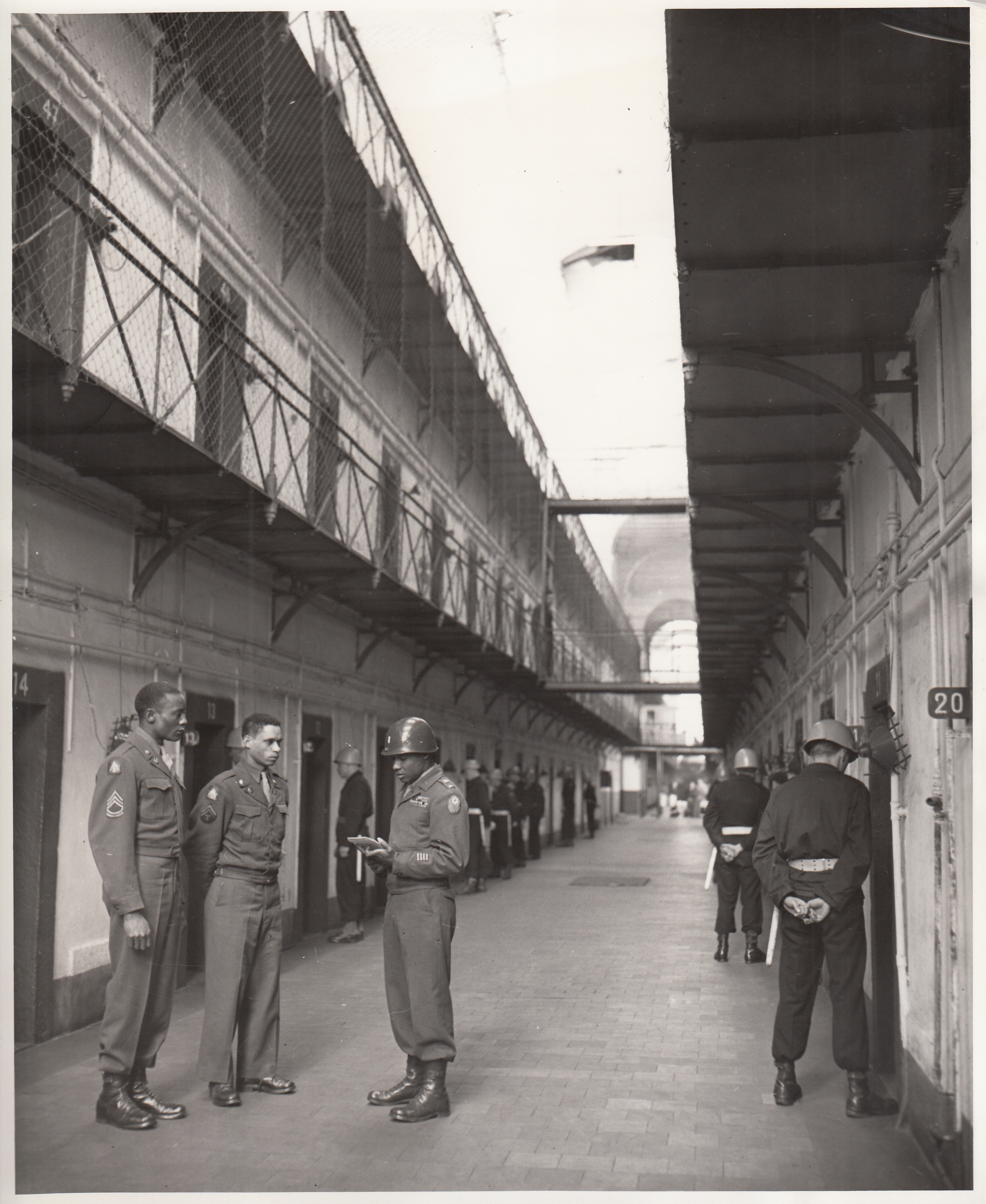
Blick in einen Flügel des Nürnberger Zellengefängnisses zur Zeit der Nürnberger Prozesse

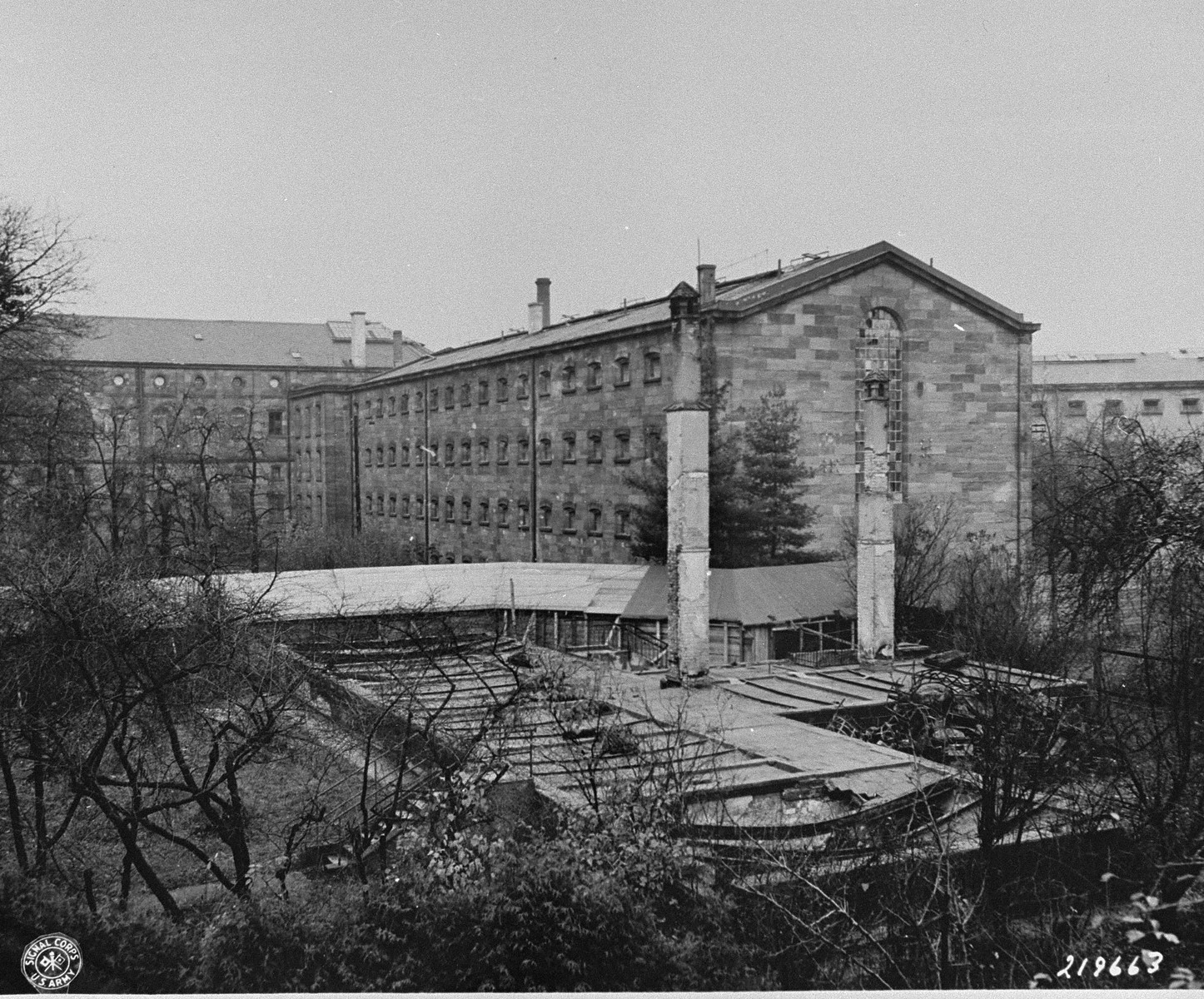
Blick auf den Ostflügel des Zellengefängnisses zur Zeit der Nürnberger Prozesse

Das Nürnberger Zellengefängnis ist ein 1868 zur Zeit des Königreichs Bayern erbautes Gefängnisgebäude, von dem sich heute noch Teile auf dem Gelände der Justizvollzugsanstalt Nürnberg des Freistaats Bayern befinden. Es erlangte weltweite Bekanntheit, als dort zwischen 1945 und 1949 die Angeklagten und Zeugen der Nürnberger Prozesse inhaftiert waren.

## Das Gebäude
Das Zellengefängnis befindet sich unmittelbar hinter dem Justizpalast Nürnberg. Es bestand ursprünglich aus vier Zellenflügeln mit je drei Ebenen, die von einer Zentralhalle aus sternförmig nach Osten, Nordosten, Nordwesten und Westen ausgerichtet waren. In einem fünften, nach Süden ausgerichteten Flügel befanden sich Schul- und Verwaltungsräume sowie die Gefängniskirche. Das Zellengefängnis ist nicht zu verwechseln mit der heutigen Frauenhaftanstalt im Nordwesten und der Untersuchungshaftanstalt im Osten des Geländes.

## Geschichte vor 1945
Das Zellengefängnis wurde 1865 bis 1868 nach Plänen von Alberth von Voit errichtet. Es folgte dem seit den 1840er Jahren als modern, heute aber als überholt geltenden Prinzip eines Isoliergefängnisses, in dem die Gefangenen nicht mehr in Gemeinschaftsunterkünften, sondern in Einzelzellen untergebracht wurden (daher der Name Zellengefängnis), um sie von dem negativen Einfluss anderer Gefangener abzuschirmen. Später erst wurde der Justizpalast vor das Gefängnis gebaut und 1916 eingeweiht. Das Zellengefängnis ist somit die Keimzelle des Nürnberger Justizareals an der Fürther Straße. Bis 1933 diente das Zellengefängnis der Inhaftierung gewöhnlicher Gefangener. Zwischen 1933 und 1945 wurden hier neben Kriminellen wohl auch Verfolgte des Naziregimes inhaftiert. Jedenfalls wurden nach der Reichspogromnacht jüdische Bürger aus der Region im Zellengefängnis festgehalten.
1945 beschlagnahmten die Amerikaner das Zellengefängnis für die Nürnberger Kriegsverbrecherprozesse.

## Geschichte während der Nürnberger Prozesse 1945 bis 1949
Ab 1945 wurden in das Zellengefängnis sowohl die Angeklagten des Nürnberger Hauptkriegsverbrecherprozesses als auch Angeklagte der Nachfolgeprozesse gebracht. Daneben wurden zahlreiche Militärangehörige, Ministerialbeamte, hohe NSDAP-Mitglieder und andere Teile der deutschen Führung als Zeugen inhaftiert.

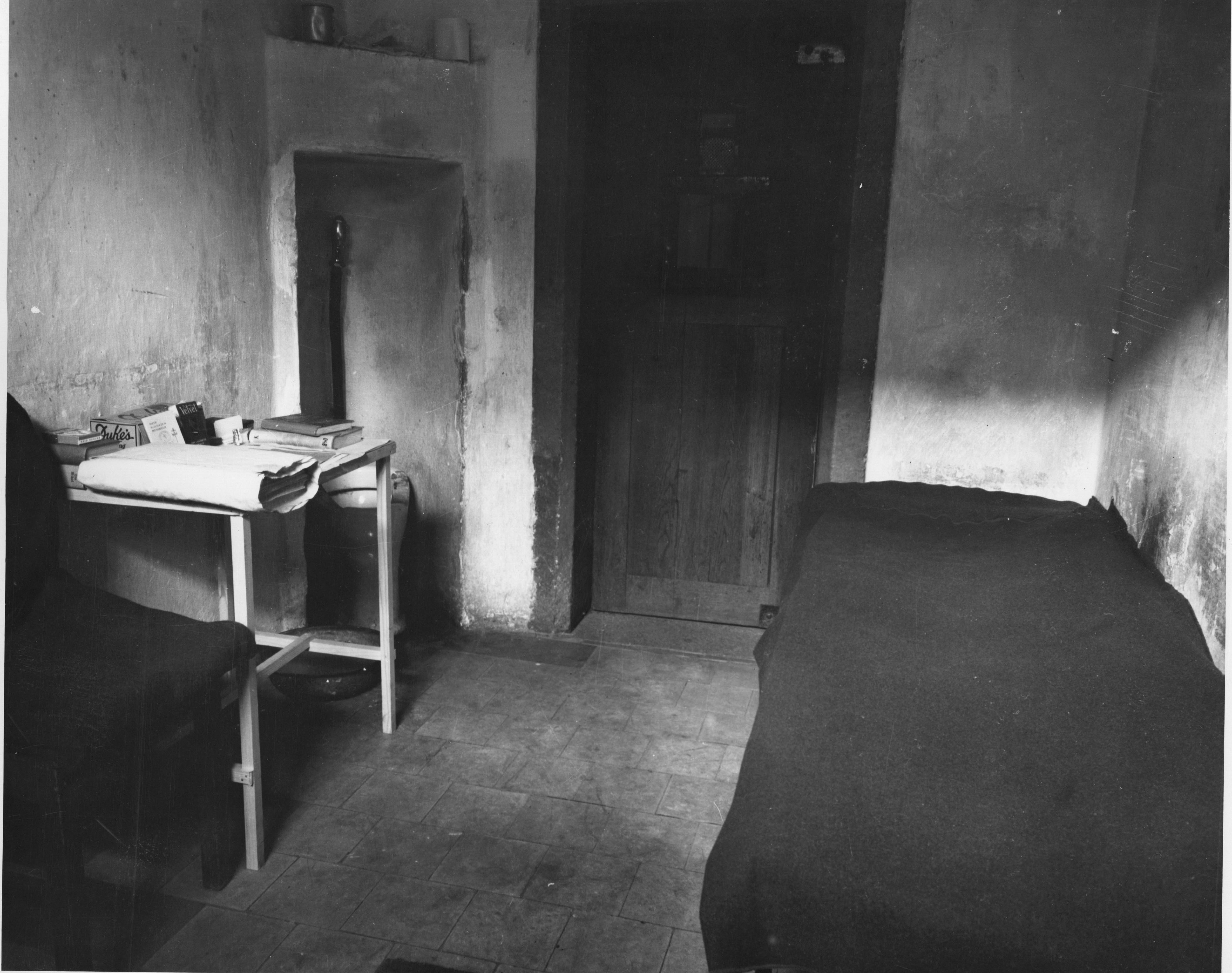
Blick in eine Zelle während der Nürnberger Prozesse

Angeklagte und Zeugen wurden grundsätzlich in verschiedenen Flügeln untergebracht. Während des Nürnberger Hauptkriegsverbrecherprozesses diente der Ostflügel als „Criminal Wing“ der Unterbringung der Angeklagten. Er war mit einem provisorischen Holzgang mit dem Ostbau des Justizpalastes verbunden, wo im Saal 600 der Hauptkriegsverbrecherprozess stattfand. Die Angeklagten befanden sich normalerweise in Einzelhaft und wurden von Soldaten permanent durch Luken in den Zellentüren bewacht, um Selbstmorde zu verhindern. Die Zeugen dagegen konnten sich in ihrem Zellenflügel, während des Hauptkriegsverbrecherprozesses war das der Nordostflügel, tagsüber frei bewegen. Männer und Frauen waren jedoch getrennt. Oft waren die Zellen im Zeugenflügel mehrfach belegt. Die Inhaftierten bereiteten ihre Aussagen vor, trafen sich zum Kartenspielen oder hielten Vorträge für andere Gefangene, beispielsweise in amerikanischer Geschichte. Wachsoldaten waren hier kaum eingesetzt.
Während der Nachfolgeprozesse wurden die zahlreichen Angeklagten und Zeugen auch im Nordwestflügel und im heute noch erhaltenen Westflügel untergebracht.
Im südlichen Flügel, dem sogenannten Kirchenflügel, befand sich die Gefängniskirche. Während des Hauptkriegsverbrecherprozesses war sie nur für Zeugen zugänglich. Während der Nachfolgeprozesse gab es regelmäßig Gottesdienste, an denen sowohl Angeklagte als auch Zeugen teilnehmen konnten. Unterhaltungen waren streng verboten. Mehrere Wachsoldaten versuchten dies zu kontrollieren. Die Inhaftierten nutzten aber die deutschen Kirchenlieder, um wichtige Informationen singend auszutauschen, indem sie die Texte der Lieder änderten. So konnten sich beispielsweise Zeugen und Angeklagte gegenseitig über den Inhalt ihrer Aussagen informieren, ohne dass die meist englischsprachigen Wachen dies bemerkten.
Zudem befand sich nordöstlich des Ostflügels die Sporthalle des Gefängnisses in einem eigenen Gebäude. Hier wurden die zum Tode verurteilten Hauptkriegsverbrecher durch Hängen hingerichtet.
Nach dem Ende der Nürnberger Prozesse 1949 räumten die Amerikaner das Zellengefängnis nach und nach.

## Geschichte nach 1952
1952 wurde das Gebäude dem Freistaat Bayern übergeben und wieder für den normalen Strafvollzug genutzt.  Zwischen 1980 und 1986 wurden der Ostflügel, in dem die Hauptkriegsverbrecher inhaftiert waren, sowie der Nordost- und der Nordwestflügel abgerissen. Auch die Sporthalle, in der die Hinrichtung der Hauptkriegsverbrecher vollzogen wurde, wurde abgerissen und existiert heute nicht mehr. Seit 1995 wird der Westflügel nicht mehr zur dauerhaften Unterbringung von Gefangenen genutzt. Zahlreiche Neubauten haben das alte Zellengefängnis ersetzt.

## Aktuelle Situation und drohender Abriss

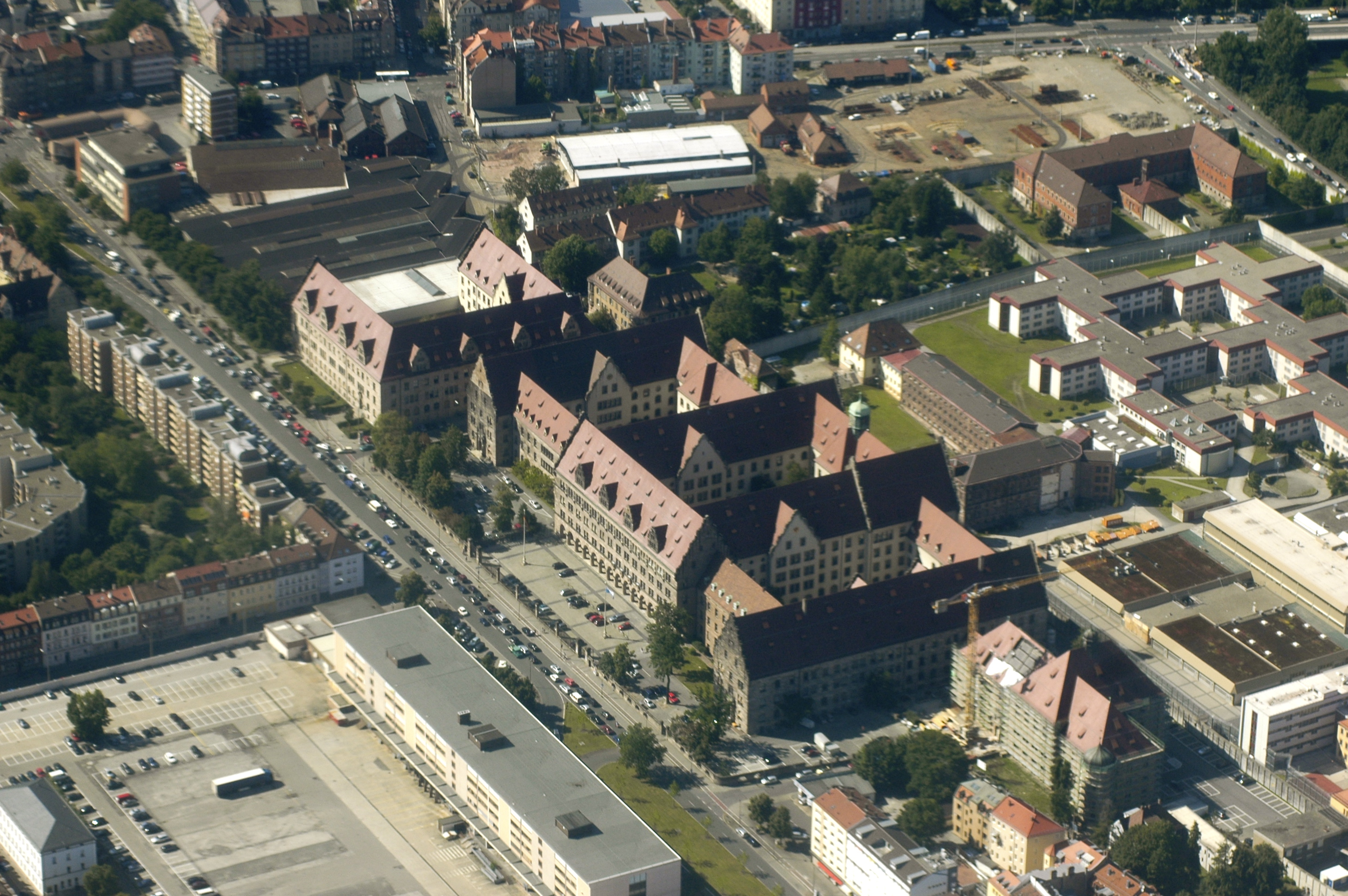
Die noch erhaltenen Teile des Nürnberger Zellengefängnisses 2011, L-förmig direkt hinter dem Justizpalast

Heute sind vom Nürnberger Zellengefängnis noch die Zentralhalle, der Westflügel und der Kirchenflügel erhalten. Der Westflügel ist der letzte noch original erhaltene Zellentrakt, der für die Nürnberger Prozesse genutzt wurde. Die Zellen und die Zellentüren mit den Klappen, durch die die Wachen die Gefangenen beobachten konnten, sind noch weitgehend im Originalzustand vorhanden. Das Gebäude vermittelt einen authentischen Eindruck von der Unterbringung der Kriegsverbrecher und Zeugen. Der Westflügel wurde für die Dreharbeiten des 2005 erschienenen Spielfilms „Speer und Er“ über das Leben Albert Speers genutzt. Die Zellen stehen meist leer und werden nur vereinzelt als Wartezellen genutzt. Im Keller befindet sich die Kleiderkammer der Justizvollzugsanstalt Nürnberg.
Die Kirche im südlichen Flügel wird als Lagerraum genutzt. Der Altar ist nicht mehr vorhanden. Auf der Empore befindet sich noch eine kleine Orgel.
Da sich das Zellengefängnis auf dem Gelände der JVA Nürnberg befindet, ist es nur mit Genehmigung der Anstaltsleitung zu besichtigen.
Das denkmalgeschützte Gebäude ist in einem schlechten baulichen Zustand. Ob es erhalten werden kann, ist unklar. In der Lokalpolitik gibt es Überlegungen, es als Museum im Rahmen eines Weltkulturerbes nutzbar zu machen.